# Norbert Klaar
Norbert Klaar (Wittenberge, 12 oktober 1954) is een voormalig Duits olympisch schutter.
Norbert Klaar nam als schutter eenmaal succesvol deel aan de Olympische Spelen; in 1976 op het onderdeel 25 meter pistool. In 1976 wist hij op dit onderdeel goud te winnen voor de DDR. Klaar was Feldwebel in het leger van de DDR, de Nationale Volksarmee, en speelde voor de club Sportclub Dynamo Hoppegarten.  